# Урај
Урај (рус. Урай) град је у Русији у Хантији-Мансији.

## Становништво
| 1959. | 1970.  | 1979.  | 1989.  | 2002.  | 2010.  |
| ----- | ------ | ------ | ------ | ------ | ------ |
| 900   | 17.385 | 21.519 | 37.198 | 38.872 | 39.457 |